# 澳門文化中心
澳門文化中心（葡萄牙語：Centro Cultural de Macau）位於澳門半島大堂區新口岸新填海區孫逸仙大馬路，是澳門一個大型表演場地，為澳門唯一的國際級文化藝術表演場地。澳門文化中心的建築工程於1998年竣工，並由葡萄牙總統桑帕約於1999年3月19日揭幕並投入使用。它是每年澳門國際音樂節、澳門藝術節的主要節目表演場地。

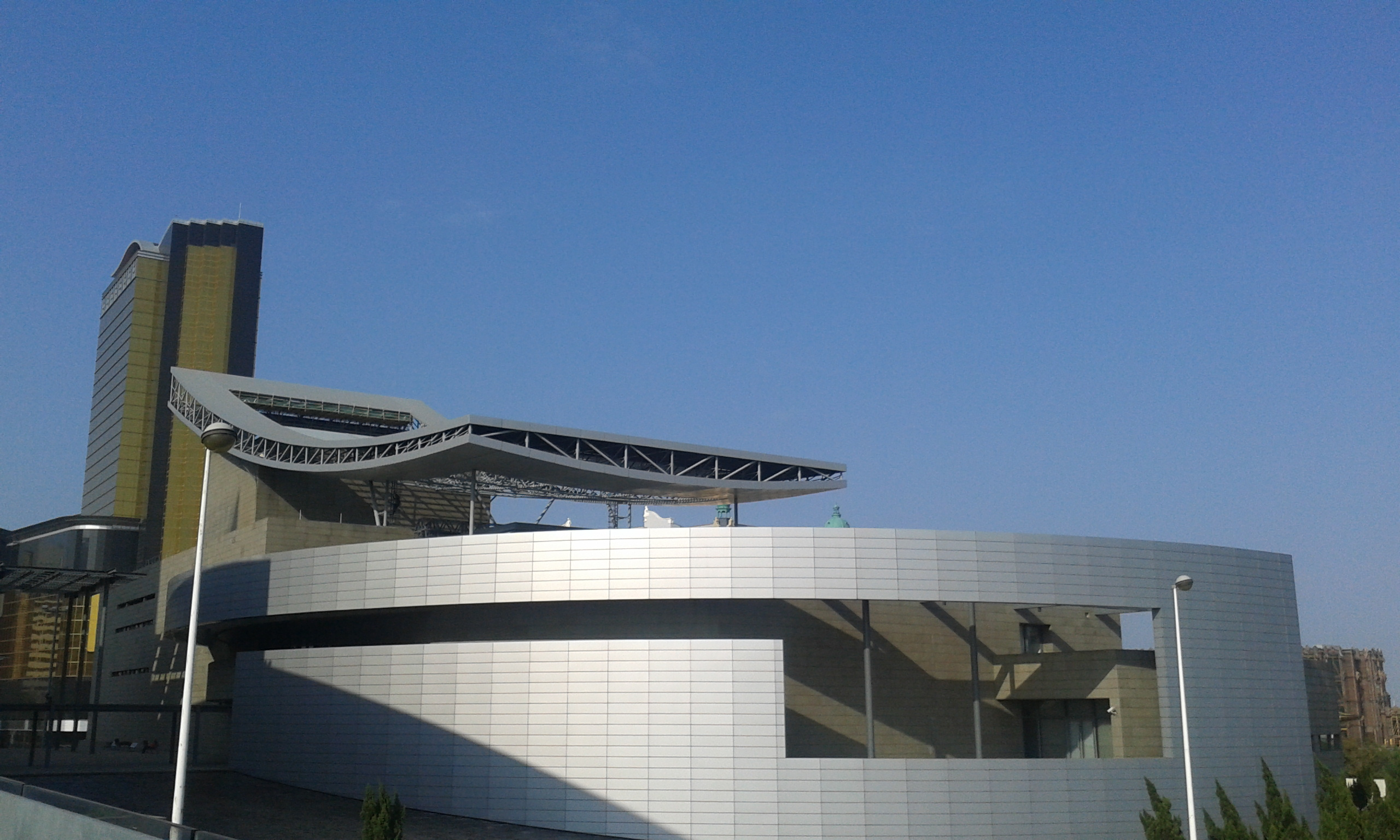
澳門文化中心

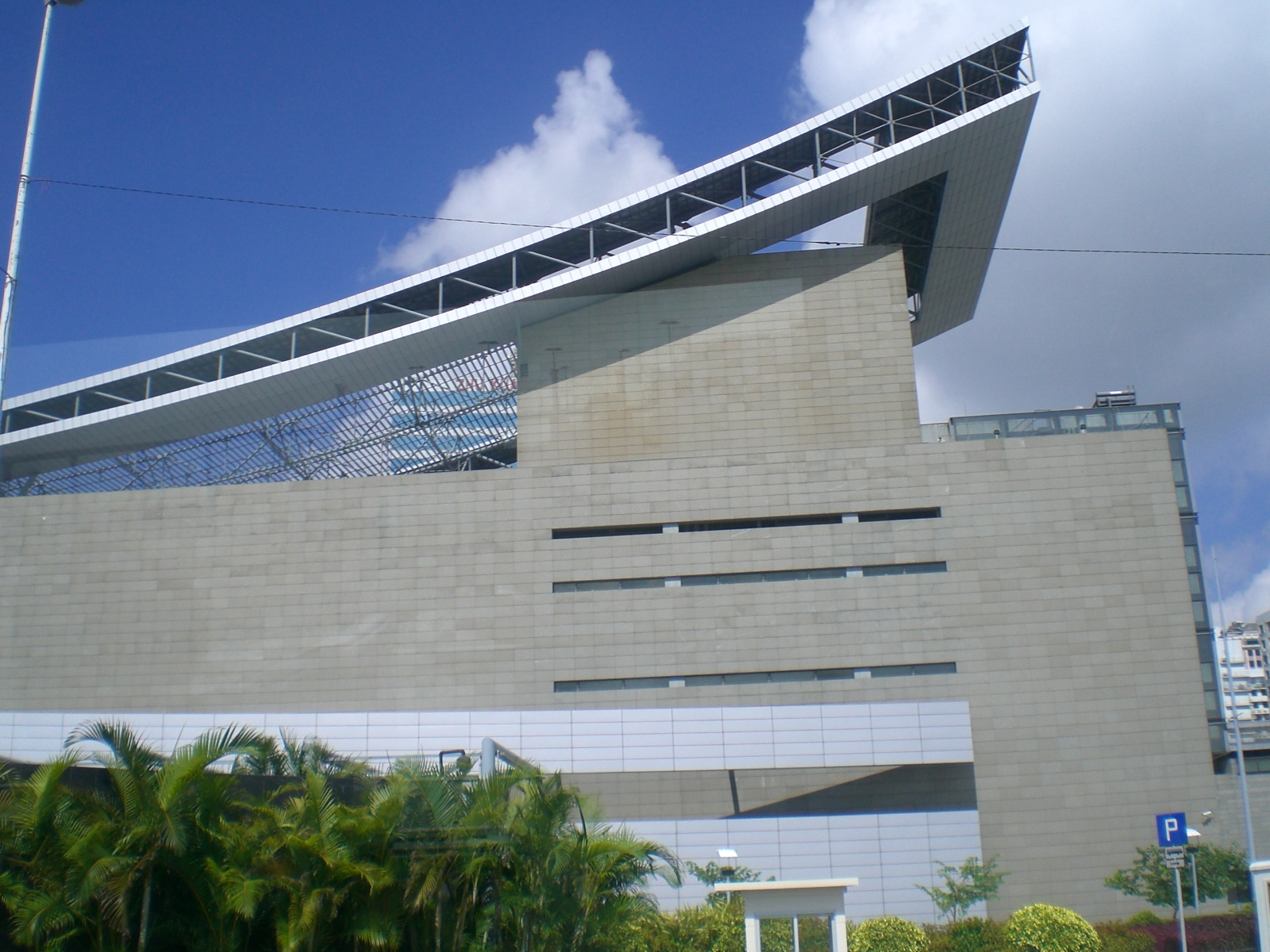
澳門文化中心

## 特點
澳門文化中心為本地及世界各地的演藝者提供國際級的表演場地，也為澳門及鄰近區域觀眾帶來更豐富的文化生活。完善的海、陸、空交通網絡，使今澳門文化中心成為商貿國際會議的理想地點。澳門文化中心之成立為澳門文化史標誌著一個新紀元。中心提供了優質而多元化之表演、會議及展覽場地，普及了各類型的文藝活動，既可滿足深受澳葡文化熏陶的市民之需求，同時又可提升都市的生活質素。

## 建築與設施
澳門文化中心已成為澳門最新的文化地標，所佔面積達45,000平方米，由景觀公園、劇院大樓及藝術博物館大樓組成。

### 劇院及週邊場地
劇院大樓內設兩個表演場地：綜合劇院有座位1,114個，適宜上演大型節目；而小劇院則有座位393個，適宜舉行小型節目和放映電影。2個場地均設有即時傳譯室和先進的放映、音響和燈光設備。除表演場地外，其他設施還有會議室、展覽廳、多用途排練室、音樂室、化妝間、洗衣房、技術控制室及為表演者專設的休息室等。

### 澳門藝術博物館
澳門藝術博物館總面積達10192平方米，樓高5層，內設有5個展覽館，展覽面積近4000平方米，為澳門最大的視覺藝術展出空間。除展覽廳外，該館還有演講廳、多媒體圖書館等設施。

### 文化中心廣場及澳門回歸賀禮陳列館
為準備1999年澳門回歸的交接儀式，在文化中心北面建造了一座臨時會場。拆卸後原址改為一廣場以及澳門回歸賀禮陳列館，展出國務院及全國各省市、自治區和香港特區送來的賀禮，及當年中共中央總書記、國家主席江澤民贈予澳門的題詞。
陳列館於2003年3月動工，2004年建成啟用，總造價約5000萬澳門元。樓高3層，地下為大堂入口及行政部，1樓分別為回歸賀禮展覽廳及專題展覽廳，2樓為演講廳。

### 黑盒劇場
黑盒劇場位於澳門文化中心東側旁，佔地面積約為1,450米，樓高3層及1層地庫，總建築面積約3,100多平方米，於2023年7月3日正式啟用。劇院內設有兩個劇場、後台區、排練室、化妝間以及辦公室等。除劇院大樓外，工程還包括整治相應的戶外空間。當局冀劇場落成為藝文界提供更多元化的演出空間。而原初級法院大樓的黑盒劇場使用至新黑盒劇場啟用為止。2021年11月委托新基業工程有限公司承建，判標價為9,873萬8,029元。規劃設有兩個劇場、後台區、排練室、化妝間以及辦公室等，工程還包括整治戶外空間。外牆以不同層次灰色為主調，充分利用大玻璃窗營造通透效果，整體設計與旁邊的澳門文化中心建築互相協調，相得益彰。
2017年，文化局計劃在澳門文化中心預留地段興建黑盒劇場，據透露在澳門文化中心於1999年投入使用時已有預留位置作日後建造黑盒劇場，2005年一度改由民政總署負責策劃建造，在文化局和民署的職能合併後改由文化局負責，初步設計方案已交到工務局並獲批，下一階段進行深化設計及公開招標。
2020年9月，時任文化局副局長梁惠敏宣佈新黑盒劇場定址在澳門文化中心，佔地面積約2,230平方米，地面層設有可供排練與小型展演的多功能室、化妝間、淋浴間、卸貨區、儲物空間以及設備間，一樓設有兩個分別可容納觀眾人數為140人以及160人的小型劇場、後台區、迅速换妝間。劇場將有通道連接至文化中心原劇院大樓。項目計劃在2021年上半年完成設計工作，工程方面將交由工務部門進行，期望為藝文界提供更多元化的演出空間。
2021年8月5日，澳門文化中心黑盒子劇院建造工程進行公開開標，共收到23份標書。經開標程序後，所收的23份標書中，20份標書被接納，1份不被接納，2份有條件被接納，但需在指定日期內補交文件。工程造價介乎澳門幣八千零三十多萬至澳門幣一億一千多萬，工期由383工作天至420工作天。除劇院大樓外，本工程還包括整治相應的戶外空間。工程最長施工期為440工作天，按工程節點要求，完成樁基礎及開挖最長施工期為130工作天；完成大樓上蓋結構封頂最長施工期為130工作天。工程當時預計在2022年第一季動工。
2023年3月31日，文化中心黑盒子劇場工程 竣工，並接續展開驗收程序。劇場內設有兩個劇場、後台區、排練室、化妝間及辦公室等。
2023年6月中旬，澳門文化局組織了逾50位曾租用舊法院黑盒劇場及文化中心演出場地的界別團體代表參觀新建場館，並宣佈於7月上旬正式啓用，並會承接原已租用舊法院大樓黑盒劇場的所有活動。大樓樓高三層，與澳門文化中心相連，總面積3,110平方米，設有兩個分別可容納140名和160名觀眾的劇場，另設有多功能排練室、更衣室等其他輔助設施。黑盒劇場表演空間佈局靈活，兩個劇場的表演區均可依據演出製作所需作出調整，觀眾席亦可配合舞台設計搭建成橫向、雙向、三向或四向等多個形式，是專為小型及實驗劇場而設的藝術表演場地。
2023年7月3日，黑盒劇場舉行開幕典禮，行政長官賀一誠在社會文化司司長歐陽瑜陪同下主持揭幕，宣佈澳門文化中心黑盒劇場正式啟用。作為特區政府在第二個“五年規劃”中，訂明穩步推進“一基地”建設的工作之一，文化局結合表演業界的需求及著眼未來發展，透過黑盒劇場的建設支持本地文化藝術創作，打造演藝創作交流促進平台，為澳門青年文化工作者創設良好環境，強化創作人才梯隊建設。原位於舊法院大樓內的黑盒劇場正式停用。
劇場分為兩個可容納140及160個觀眾，其中黑盒I劇場面積達265平方米，頂棚裝有由平行鋼索交織而成的張力網，可透過吊繩和網格來配合不同演出要求，讓演出者和設計師更靈活地進行劇場設計和演出製作。黑盒II劇場約佔288平方米，設有沿着天花板軌道移動的吊掛系統，為演出團體提供靈活、可調節的自由吊點。採用落地玻璃設計，面向文化中心廣場，拉起遮光布幕後，全黑環境即可變成演出後舞台。活動式的觀眾席可配合舞台設計，搭建成橫向、三向或四向設計，切合不同製作需要。場內還設有多功能排練室、更衣室、演員吧、化妝間及功能室等其他輔助設施。

### 公共停車場
2023年1月16日，特區政府公佈停車場的使用及經營規章，當中位於地庫層的停車場納入成為公共停車場，提供169個車位，分別為135個私家車位及34個電單車位，停車場按公共停車場標準經營和訂定收費。
2023年1月20日上午7時，位於地庫層的停車場正式改為公共停車場，當懸掛八號或以上熱帶氣旋警告信號且發出第3級別／橙色或以上風暴潮警告時，停車場在隨後90分鐘關閉。

### 其他設施
文化中心還設有餐廳、咖啡座、酒吧、售票處和詢問處。

## 公共交通

### 公共巴士
M257 新口岸／文化中心（NAPE／Centro Cultural）
路線：3A、3AX、5X、8、12、17S、60、N2
M259 孫逸仙大馬路／金沙（Av. Dr. Sun Yat-Sen／Sands）
路線：3A、3AX、8、12、17、17S、60

## 相關链接
- 澳門文化中心 （页面存档备份，存于）
- 澳門回歸賀禮陳列館
- 公共建設局 - 澳門文化中心黑盒子劇院建造工程 （页面存档备份，存于）